# 八角亭 (地名)
八角亭，是台灣雲林縣二崙鄉的一個傳統地域名稱，位於該鄉中部略偏西南。相較於今日行政區，其範圍大致包括復興村不含東南端及北部凸出部分的東北部、大義村西南端。

## 歷史
台灣清治末期至日治初期，八角亭地區為一街庄，稱為「八角亭庄」，隸屬於布嶼堡。該庄北北東與番社庄、大義崙庄為鄰，東南東與惠來厝庄為鄰，南南西邊為羅厝庄、崙背庄，西北西邊為崩溝藔庄。。
1901年（日治明治三十四年）11月，全台廢縣廳改設二十廳，該庄隸屬於斗六廳。1903年（明治三十六年）6月，該庄編入「油車區」，隸屬於斗六廳。1909年（明治四十二年）10月，合併二十廳為十二廳，油車區改隸屬於嘉義廳。1920年（大正九年），全台地方制度大改正，廢十二廳改設五州二廳，該庄改制為「八角亭」大字，隸屬於臺南州虎尾郡二崙庄。
戰後二崙庄改制為二崙鄉，隸屬於臺南縣，大字亦改制為村。1950年10月，雲、嘉、南分治，二崙鄉改隸屬雲林縣。

## 聚落
本地區發展較早的聚落有下田藔、良田（龍結）、八角亭、湳抵藔等，在日治期初期的官方地圖上已有記載。

## 交通
省道台19線（大同路、崙背外環道）又稱「中央公路」，是彰化至台南永康的幹道，大致以東北微北—西南微南走向轉西北微北—東南微南走向經過八角亭地區西部。由該道路向東北微北轉東北再轉北微東過濁水溪自強大橋後可前往竹塘、埤頭、溪湖、埔鹽等地，向東南微南繞大彎轉西南繞過崙背市區東郊可前往土庫西北端、褒忠、元長等地。
縣道154號（大同路、無名道路）是麥寮六輕廠至林內的道路，也是雲林縣最北側的橫貫縣道，大致東北—西南走向與省道台19線共線轉東北東—西南西走向獨行再轉東向西經過本地區西北部邊界外不遠處。由該道路向西可前往崙背中北部、麥寮的六輕廠等地；向東北轉東獨行後可前往西螺、莿桐中北部、林內等地。
縣道154甲線是西螺鎮埔心至崙背的道路，大致以東北東—西南西走向轉東向西經過本地區南部邊界外不遠處，並與省道台19線交會於八角亭聚落南南西方。由該道路向東北東可前往惠來厝中南部、二崙、社口與永定厝交界地帶、社口、埔心南郊並止於縣道154號大彎道路口；向西可前往崙背市區並止於縣道156號路口。
鄉道雲15線是洲仔至崙背的道路，大致以西北西—東南東走向到達本地區西部邊界南側，轉南南西沿邊界而行以至於本地區西南角出境。由該道路向西北西經崩溝寮轉北可前往舊庄與大庄交界地帶、舊庄地區東部北側的洲子聚落並止於鎮安宮前叉路口；向南南西可前往崙背市區並止於鄉道雲17線路口。
鄉道雲18線是湳底寮至下湳的道路，其西側端點（起點）位於本地區西部邊界南側的鄉道雲15線轉角路口（湳底寮聚落西南側）。由此向東轉北北東再轉東微南，經省道台19線路口後轉東北東，於八角亭聚落經鄉道雲21線終點路口後轉東南微東，至田寮聚落經鄉道雲27-1線終點路口後續行以至於本地區東部邊界出境，可前往惠來厝、二崙、下湳並止於該地區東部近邊界地帶的縣道145號路口。
鄉道雲21線是番社至八角亭的道路，其南側端點（終點）位於八角亭聚落的鄉道雲18線路口。由此向北北西轉北北東出境後，可前往大義崙西端、番社並止於省道台19線、縣道154號共線路口。
鄉道雲27-1線是大義崙至田寮的道路，其西南側端點（終點）位於本地區東部田寮聚落的鄉道雲18線路口。由此向東北微北轉東北出境後，可前往大義崙地區東南部並止於鄉道雲27線路口。